# Пеллегрини, Петер
Петер Пеллегрини (словац. Peter Pellegrini; род. 6 октября 1975, Банска-Бистрица, Чехословакия) — словацкий политический и государственный деятель. Президент Словацкой Республики с 15 июня 2024 года. Лидер партии «Голос — социальная демократия». Председатель Национального совета Словакии с 25 октября 2023 по 7 апреля 2024 года и в 2014—2016 годах. В прошлом — премьер-министр Словакии (2018—2020).

## Биография
Родился 6 октября 1975 года в Банска-Бистрице в Чехословакии.
Экономист по образованию, учился на экономическом факультете Университета Матея-Бела в Банска-Бистрице и в Техническом университете в Кошице. 
Он работал в компании Hiljo-Slovakia, был помощником депутата парламента.
Помимо родного словацкого, владеет чешским, английским, немецким и русским языками.

### Политическая карьера
В 2006 году был избран депутатом Национального совета от партии «Направление — социальная демократия». В течение двух сроков работал в комитетах по экономической политике, по мандату и иммунитету, а также по финансам и бюджету. 
С 2012 по 2014 год — государственный секретарь в Министерстве финансов Словакии. 
С июля по ноябрь 2014 года возглавлял Министерство образования, науки, исследований и спорта в правительстве под руководством премьер-министра Роберта Фицо, после отставки Душана Чапловича. Покинул пост после избрания председателем Национального совета Словакии.
С 2014 по 2016 год был председателем парламента Словакии, сменил Павола Пашку, ушедшего в отставку.
С 2016 по 2018 год — заместитель премьер-министра Роберта Фицо по инвестициям и информатизации. С 15 марта 2018 года исполнял обязанности премьер-министра Словакии после отставки Роберта Фицо. 
22 марта 2018 года президентом Словакии Андреем Киской назначен премьер-министром Словакии.
После парламентских выборов 2020 года вышел из партии «Направление — социальная демократия» и основал партию «Голос — социальная демократия».
После парламентских выборов 2023 года, на учредительном собрании 25 октября избран председателем Национального совета, за него проголосовал 131 депутат из 148, два бюллетеня были признаны недействительными.
На президентских выборах весны 2024 года избран президентом Словакии.
В ходе предвыборной кампании Петер Пеллегрини выступал за мирные переговоры по боевым действиям на Украине. Перед решающим туром по всей стране были вывешены плакаты с изображением Пеллегрини и надписью «Словакия не отправит в Украину ни одного солдата».
Став президентом, отклонил все просьбы желающих присоединиться к украинской армии.